# Tandmot
De tandmot (Euchromius ocellea) is een vlinder uit de familie van de Crambidae, de grasmotten.

## Herkenning
De vlinder heeft een spanwijdte tussen de 16 en 27 millimeter. De vlindertjes zijn te herkennen aan de opvallende rij witomrande zwarte vlekjes langs de achterrand van de voorvleugel.

## Waardplant
Euchromius ocellea heeft maïs, (Zea mays) en kafferkoren, (Sorghum bicolor) als waardplanten. De rupsen eten van de wortels van deze planten en verpoppen zich hier ook op.

## Verspreiding
De soort komt voor in de tropen en de subtropen, maar jaarlijks worden trekkende exemplaren in Europa aangetroffen. Euchromius ocellea is in Nederland en België een zeer zeldzame trekvlinder.